# Travis Fimmel
Travis Fimmel (ur. 15 lipca 1979 w Echuca) – australijski aktor i model, który osiedlił się w Ameryce.

## Życiorys

### Wczesne lata
Urodził się w Echuca w stanie Wiktoria jako najmłodszy z trzech synów farmerskiej rodziny z Lockington, hodowcy bydła Chrisa i pielęgniarki Jenny. Jego rodzina była pochodzenia niemieckiego. Dorastał na farmie, a w wolnej chwili jeździł na motocyklu i polował na lisy. Mając osiemnaście lat opuścił rodzinny dom i przeprowadził się do Melbourne, gdzie grał w piłkę nożną i studiował zarządzanie projektami w Royal Melbourne Institute of Technology. Jednak jego piłkarska kariera została zakończona, gdy uległ wypadkowi i złamał nogę.

### Kariera
W 1998 w sali gimnastycznej w Melbourne został dostrzeżony przez menadżera Matthew Andersona z firmy Chadwick Model Management. W 2002 związał się z agencją LA Models i został nazwany jednym z najseksowniejszych kawalerów na świecie przez magazyn „People”. Reklamował bieliznę męską i dżinsy amerykańskiego kreatora mody Calvina Kleina, który szukał właściwego chłopaka do swej kampanii reklamowej Crave. Wystąpił w teledysku Janet Jackson „Someone To Call My Lover” (2001) i Jennifer Lopez „I’m Real” (2003). 
Rozpoznawalność przyniosła mu główna rola Tarzana / Johna Claytona Jr., dziedzica rodzinnej korporacji Greystoke Industries w przygotowanym przez studio Warner Bros. Television serialu o przygodach legendarnego władcy małp Tarzan na Manhattanie (Tarzan, 2003). Za rolę Ragnara Lothbroka w kanadyjsko-irlandzkim serialu historycznym Wikingowie (Vikings, 2013-2017), zrealizowanym przez kanał History, zdobył nominację do nagrody IGN w kategorii najlepszy bohater telewizyjny. Rola Marcusa w serialu fantastycznonaukowym HBO Max Wychowane przez wilki (Raised by Wolves, 2020) przyniosła mu nominację do Critics Choice Super Award.
Był na okładkach magazynów takich jak „W” (w listopadzie 2002) z Gisele Bündchen, „TV Guide” (w lipcu 2003), „GQ Style” (wiosna/lato 2013), „Blag” (w listopadzie 2013), „Sport” (w marcu 2015), „Empire” (w czerwcu 2016), „The Red Bulletin” (w czerwcu 2016), „Train” (w czerwcu 2016), „Outside” (w listopadzie 2016), „Rogue” (wiosna/lato 2018) i „TV Gazeta” (w maju 2021). Był też bohaterem publikacji w „Men’s Health”, „Interview” i „Variety”.

## Życie prywatne
Spotykał się z wokalistką z zespołu All Saints Nicole Appleton (1999).

## Filmografia
- Tarzan na Manhattanie (Tarzan, 2003) jako John Clayton / Tarzan (8 odcinków)
- Rocky Point (2005) jako Taj (1 odcinek)
- Southern Comfort (2006) jako Bobby
- Restraint (2008) jako Ron
- Surfer, Dude (2008) jako Jonny Doran
- Bestia (The Beast, 2009) jako Ellis Dove (13 odcinków)
- Ivory (2009) jako Jake
- Eksperyment (The Experiment, 2010) jako Helweg
- A Pure Country Gift (2010) jako Dale
- Needle (2010) jako Marcus
- Wikingowie (Vikings, 2013-2016) jako Ragnar Lodbrok (39 odcinków)
- Warcraft: Początek (2016) jako Anduin Lothar
- Polegaj na mnie (2017) jako Ray Thompson
- Bitwa o Long Tan (2019) jako major Harry Smith